# ネイサン・コリンズ
ネイサン・マイケル・コリンズ（Nathan Michael Collins, 2001年4月30日 - ）は、アイルランド・キルデア県リークスリップ出身のサッカー選手。アイルランド代表。プレミアリーグ・ブレントフォードFC所属。ポジションはDF。

## クラブ経歴
アイルランド代表選手を多く輩出したチェリー・オーチャードFCのユースチーム出身。2016年1月にストーク・シティFCと契約。2017年にU-18ユースチームに昇格。2017-18シーズンは同ユースリーグで14試合に出場し、2018年2月にU-23チームに昇格。2018-19シーズンはU-23ユースリーグでのプレーを経て2019年4月にトップチームに昇格。9日のEFLチャンピオンシップのスウォンジー・シティAFC戦でトップチームデビュー。同シーズンはトップチームで3試合に出場。同シーズン終了後には早くもマンチェスター・ユナイテッドFCからの関心が報じられた。2019-20シーズン以降先発に定着。2020-21シーズンもDFラインの中心を担っていたものの、2021年2月13日のノリッジ・シティFC戦で負傷しシーズン終了。しかし、シーズン終了後には今度はアーセナルFCやレスター・シティFCなどが、コリンズの獲得を検討していると報じられた。
2021年6月24日、バーンリーFCと4年契約を締結したことが発表された。
2022年7月12日、ウルヴァーハンプトン・ワンダラーズFCと5年契約（12か月延長オプション）を締結したことが発表された。
2023年7月4日、ブレントフォードFCに移籍した。

## 代表歴
2016年からユース世代のアイルランド代表に随時招集され、主力として活躍。2017年から2年連続でUEFA U-17欧州選手権に出場した。2021年10月12日に行われたカタールとの親善試合でフル代表デビュー。2022年6月14日のUEFAネーションズリーグのウクライナ戦で代表初ゴールを決めた。